# Juan Eduardo Esnáider
Juan Eduardo Esnáider est un footballeur international argentin né le 5 mars 1973 à Mar del Plata. Il évoluait au poste d'attaquant. Il est désormais entraîneur.

## Biographie
Formé au Club Ferro Carril Oeste Juan Eduardo Esnaider est acheté par le Real Madrid alors qu'il n'a que 18 ans et quelques matchs en équipe première. Pendant deux ans à Madrid il fréquente plus souvent l'équipe réserve que l'équipe fanion. Il gagne malgré tout une coupe d'Espagne en 1993. Dans la foulée il est prêté avec option d'achat au Real Saragosse de Víctor Fernández. Il s'impose très rapidement et est vite acheté définitivement par le club aragonais. Il remporte ainsi une deuxième coupe d'Espagne consécutive en 1994. La saison suivante il participe activement à la victoire du Real Saragosse en coupe des vainqueurs de coupe en marquant huit buts au cours de la compétition dont un en finale (victoire 2-1 après prolongation contre Arsenal). Ses excellentes performances donnent des regrets au Real Madrid qui le rachète à Saragosse pour un prix beaucoup plus élevé que celui auquel il a été vendu quelques mois auparavant. Ce deuxième passage dans la capitale espagnole est un nouvel échec. Il est un second choix en attaque derrière Raul et Iván Zamorano et doit se contenter d'un faible temps de jeu.
Il passe alors à l'ennemi lors de l'été 1996 en s'engageant avec l'Atlético Madrid, tout frais champion d'Espagne. Il réalise une bonne saison individuelle mais change à nouveau de club en 1997. C'est l'Espanyol Barcelone qui l'accueille pendant un an et demi. Ses performances sont bonnes et il est recruté par la Juventus qui vient de perdre sur blessure Alessandro Del Piero lors du mercato d'hiver 1999. Pendant deux ans à Turin il ne s'impose pas, victime de la concurrence de joueurs de la trempe de Inzaghi, Fonseca, Amoruso, Kovacevic, Trezeguet et Del Piero. Il retourne alors brièvement dans le club qui l'a révélé en janvier 2001. Ce deuxième passage à Saragosse est un nouveau succès individuel (11 buts en 17 matchs) et collectif (une victoire en coupe d'Espagne contre le Celta Vigo).
À partir de là la carrière d'Esnaider va décliner et il enchaîne les courts passages dans de nombreux clubs. On le retrouve brièvement au Portugal, en Argentine, en Espagne et en France. À chaque fois c'est un échec et il prend sa retraite en 2005 à 32 ans.

## Entraîneur
Il revient dans le monde du football en 2009 en devenant l'adjoint de l'entraîneur de Getafe Míchel, qui fut son coéquipier au Real Madrid. En 2013, il est recruté par Córdoba CF.
Le 12 avril 2016, il devient entraîneur de Getafe en remplacement de Fran Escribà alors que le club occupe une place de relégable après 32 journées de championnat.

## Palmarès

### En club
- Vainqueur de la Coupe d'Europe des Vainqueurs de Coupe en 1995 avec le Real Saragosse
- Vainqueur du Tournoi de clôture en 2002 avec River Plate
- Vainqueur de la Coupe d'Espagne en 1993 avec le Real Madrid, en 1994 et 2001 avec le Real Saragosse